# Kvarteret Hästskon

Kvarteret Hästskon är ett kvarter vid Sergels torg på Norrmalm i centrala Stockholm. Hästskon omges av Sveavägen, Hamngatan, Regeringsgatan och Mäster Samuelsgatan och kvarteret genomkorsas av Malmskillnadsgatan (där gatan går över fastigheten Hästskon 12). Kvarteret fick sin nuvarande form i samband med Norrmalmsregleringen då den äldre bebyggelsen revs med undantag för 1930-talsbyggnaden Hästskopalatset. Som en följd av Norrmalmsregleringen är Sveavägen och Hamngatan belägna under Malmskillnadsgatan och Mäster Samuelsgatans nivåer vilket innebär att dessa två gator ansluter till kvarteret genom viadukter. Kvarteret består idag av bara tre fastigheter, förutom Hästskopalatset i korsningen av Hamngatan/Regeringsgatan finns parkeringshuset Parkaden i korsningen Regeringsgatan/Mäster Samuelsgatan medan resten av kvarteret upptas av det stora bankkomplexet Hästskon 12 som fram till 2017 dominerades av SEBs verksamheter. I samband med att kvarteret bebyggdes försvann Smålandsgatans sträckning mellan Regeringsgatan och Malmskillnadsgatan.

## Bilder

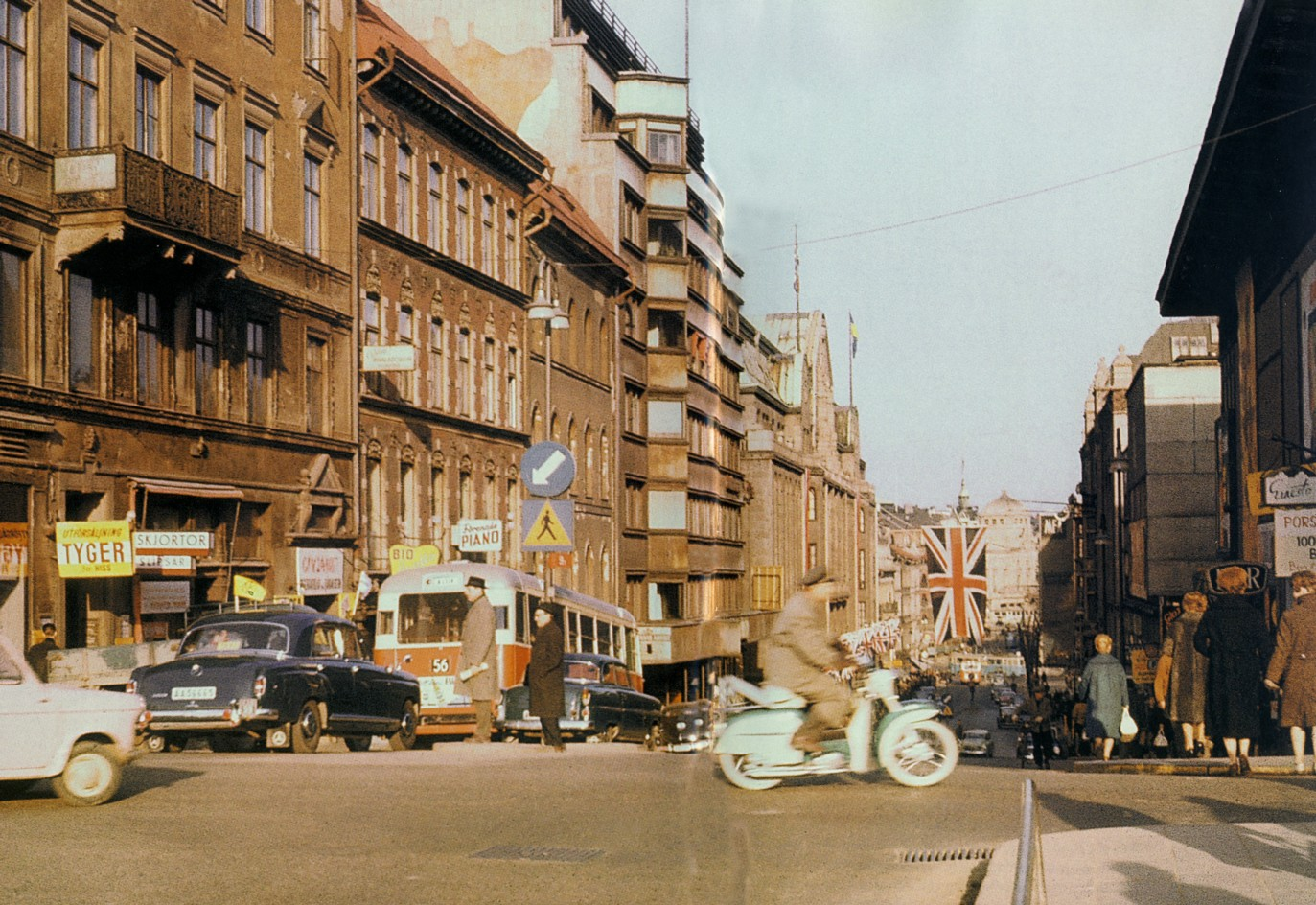
Vy från Malmskillnadsgatan år 1956 innan kvarteret förändrades. Bara Hästskopalatset (huset med burspråk) finns kvar.
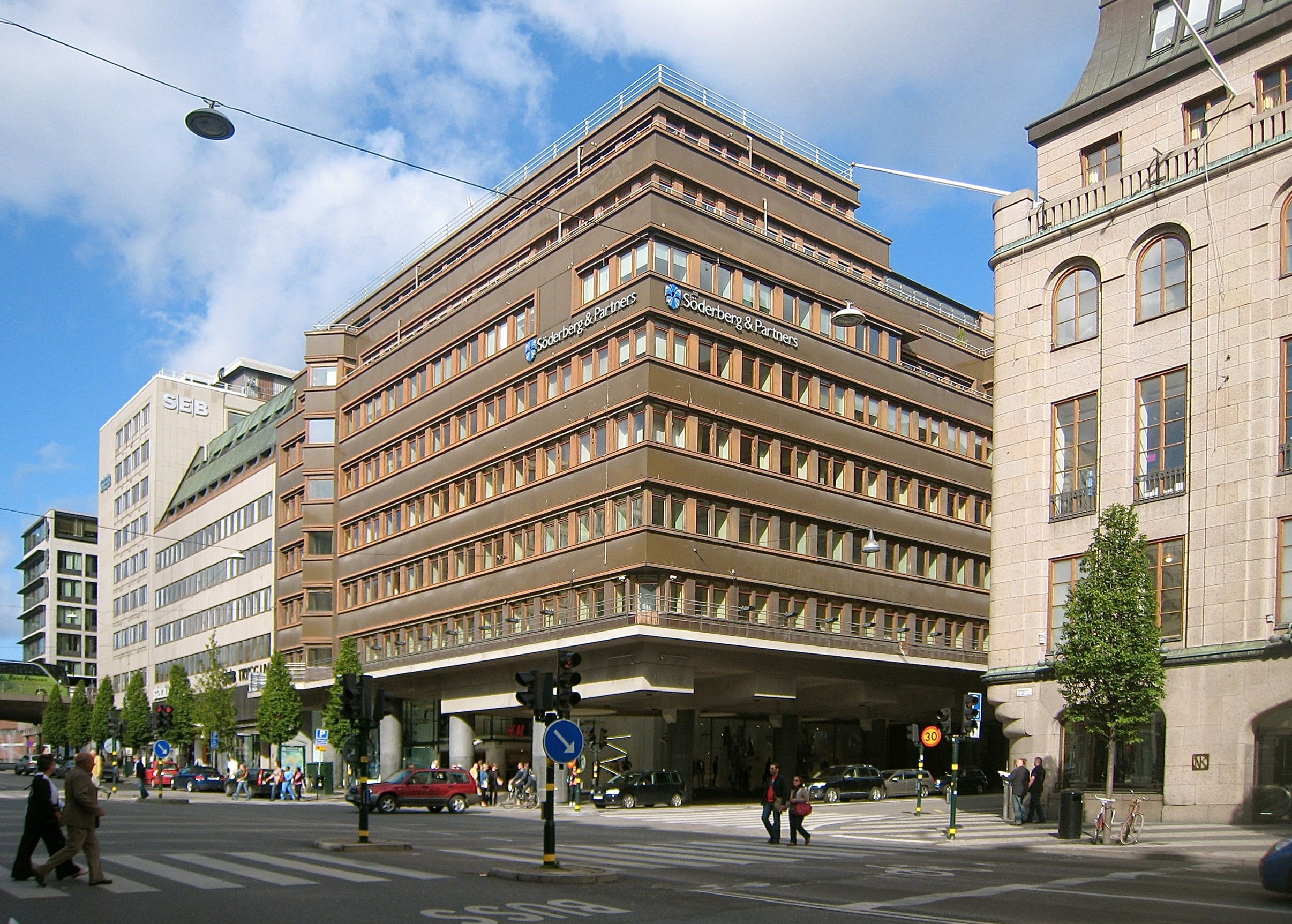
Vy från Hamngatan med Hästskopalatset och Hästskon 12 och Malmskillnadsgatans viadukt.
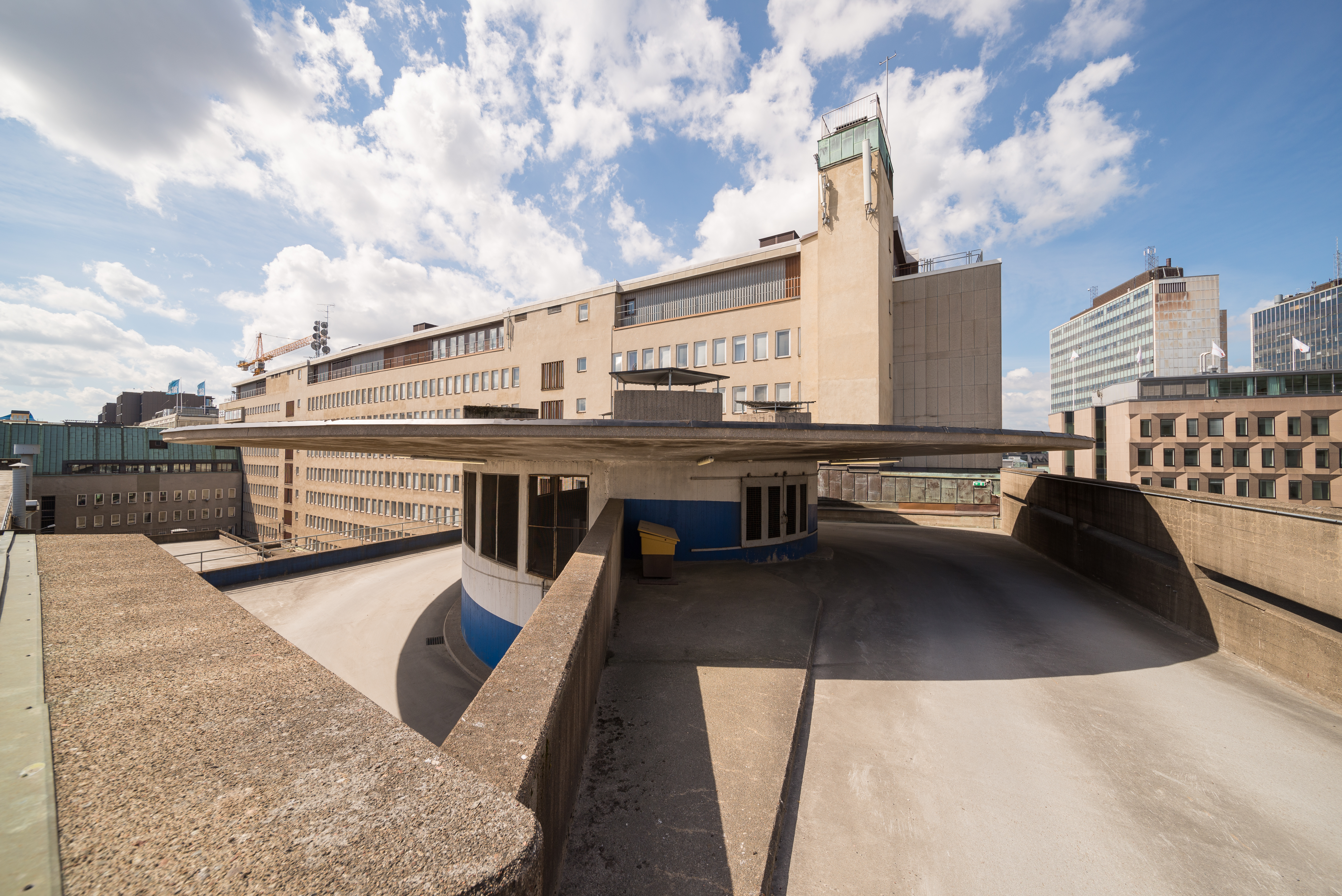
Vy från Parkaden mot Hästskon 12 och kvarterets innergård.
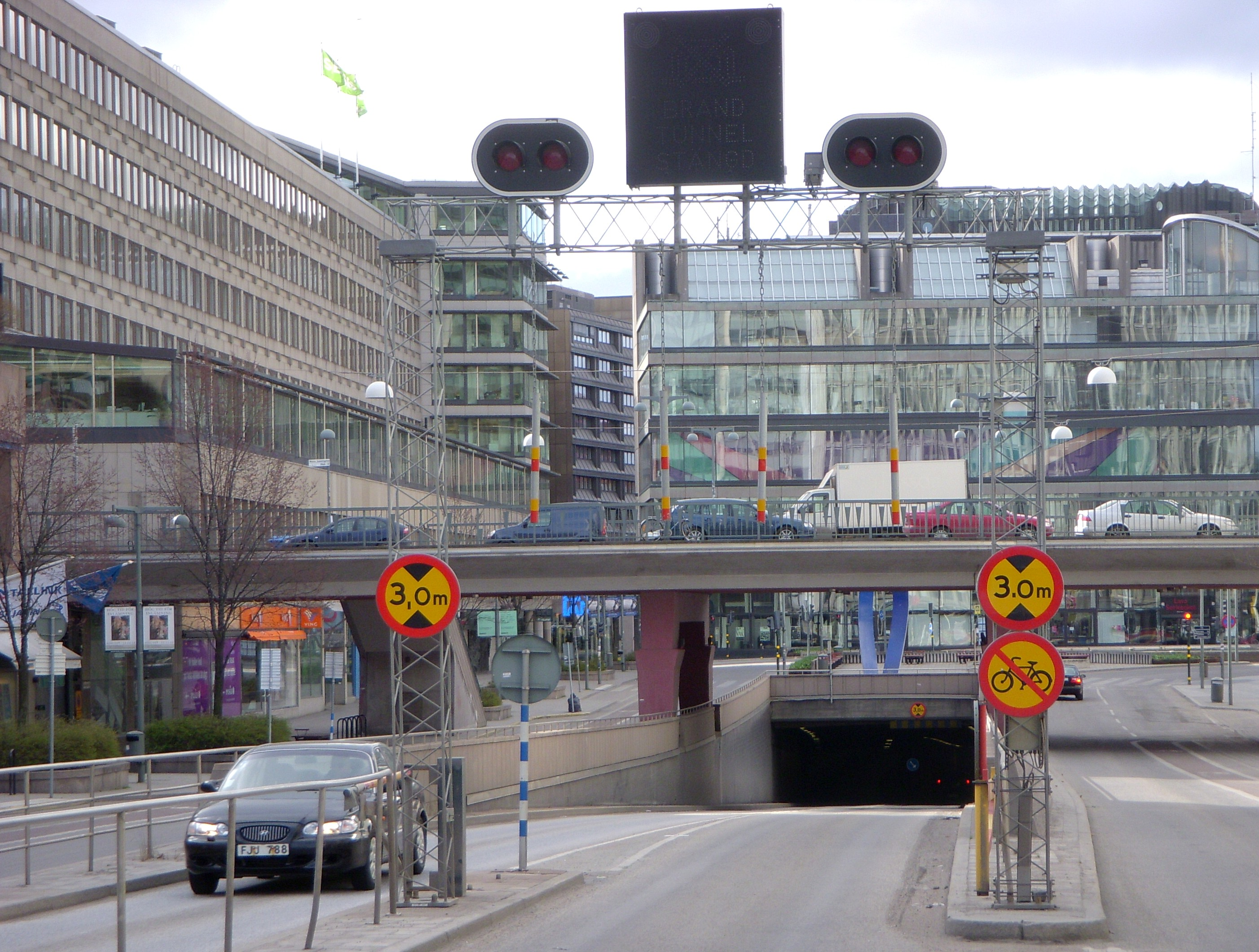
Vy från Sveavägen, Hästskon 12 till vänster. I förgrunden Mäster Samuelsgatans viadukt.
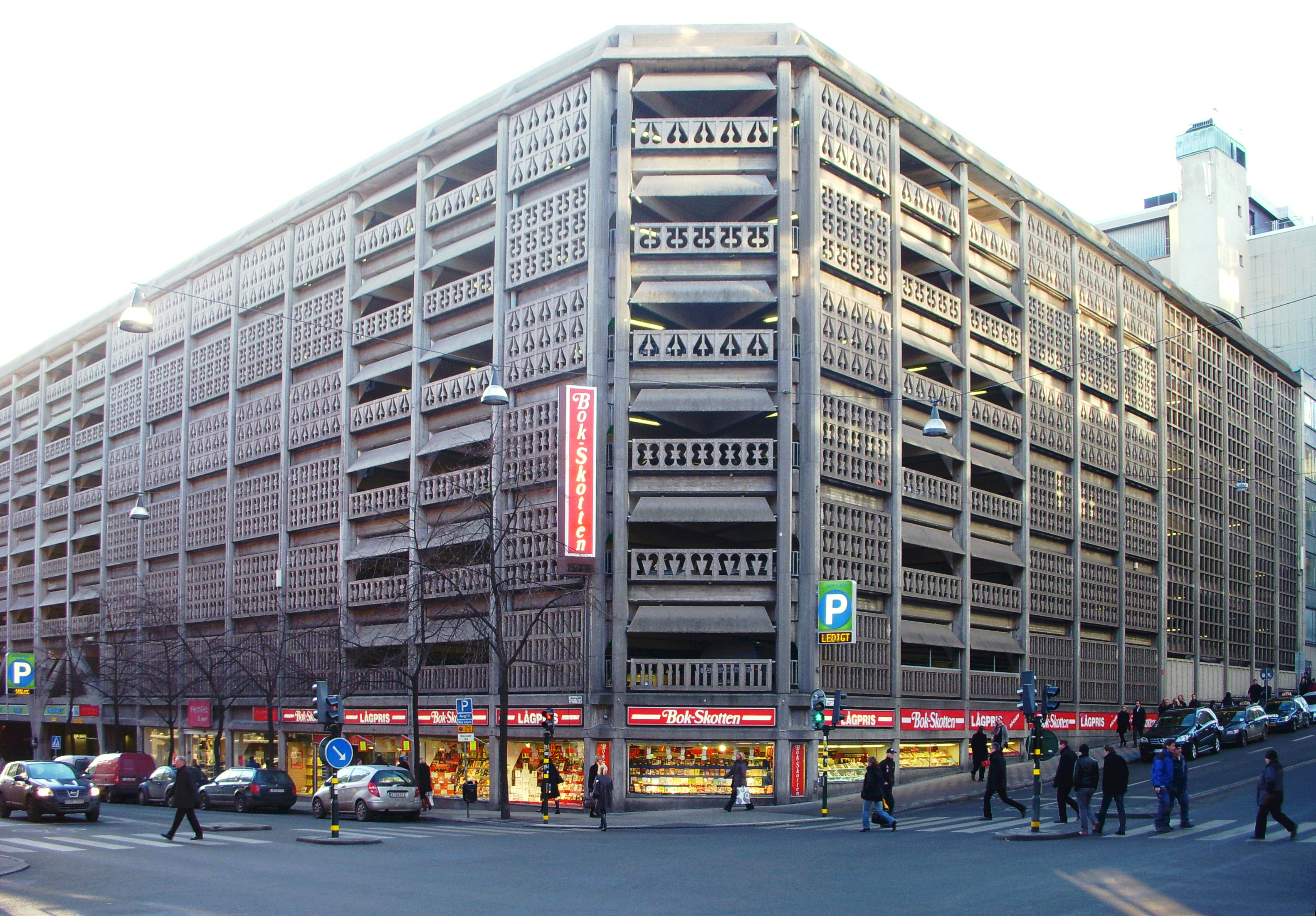
Parkaden i hörnet Regeringsgatan och Mäster Samuelsgatan.